# 結婚の理想と現実
『結婚の理想と現実』（けっこんのりそうとげんじつ）は、1991年1月10日から同年3月21日までフジテレビ系列「木曜劇場」枠で放送されたテレビドラマ。主演は中村雅俊。
キャッチコピー：「おたくでは、まだ異性同志ですか。」

## あらすじ
高野康彦と芹沢耕平は共に文具メーカー「スウィング」に務める中堅社員で、共に同じ社宅マンションに住んでいる。康彦は妻の朝子に信頼を寄せて家庭を任せているという平凡な夫で、耕平は早紀を人生のパートナーと考えているDINKs派で、共働きで子供はいない。朝子は康彦について、耕平ほどかっこ良くなく、俊明ほど家族サービスをしないので少々不満。その上、佐野忍や渡辺みどりら部下に世話になったり食事に行ったりと面白くない。そのあまりか、若い日高理との会話に夢中になってしまう。

## キャスト
（出典：）
- 〈25〉：勝俣州和
- 高野康彦〈39〉：中村雅俊

朝子の夫、楓の父で会社員。スウィングの営業二課長。伊豆出身。好物はラーメン。
- 高野朝子〈30〉：田中美佐子

康彦の妻で楓の母。短大生時代にスウィングでアルバイトをしていた時に康彦に出会い、短大卒業と同時に結婚。専業主婦の生活に飽きて働きに出たいと思っている。
- 高野楓：大野紋香

康彦と朝子の娘で小学生。
- 芹沢耕平〈36〉：石田純一

早紀の夫。スウィングの海外事業部課長。周囲からは美男美女のオシャレな夫婦として羨望の目で見られている。家庭には興味が無く、互いに縛られることの無いようなクールな夫婦関係を実践する。
- 芹沢早紀〈30〉：かとうかずこ

耕平の妻。輸入家具雑貨店の課長。キャリアウーマンを地で行き、朝子にも仕事をするように勧めている。
- 佐野忍〈22〉：横山めぐみ

みどりの同僚で友人。スウィングの営業二課勤務。康彦を上司として慕っているが、一方で耕平と不倫中。
- 渡辺みどり〈23〉：森尾由美

忍の同僚で友人。スウィングの営業二課勤務。ノリは軽いが行動力はある。「情熱があって少年っぽい」として康彦に興味津々。
- 柴田俊明〈39〉：モト冬樹

康彦と同じ社宅に暮らす同僚。スウィングの経理部勤務。出世にはこだわっていない。毎週土・日には家族3人で行楽に出掛けている。近々マイホーム購入を考えている。
- 柴田直子〈36〉：曽川留三子

俊明の妻で、専業主婦。家族サービスが良く家庭第一と考える俊明に満足している。
- 柴田麻衣子：坂田めぐみ

俊明と直子の娘。
- 小川さとみ：向井亜紀
- 小川正：塩屋俊
- 日高理〈26〉：唐沢寿明

総合病院の小児科の新人医師。屈託が無く、母性本能をくすぐるようなタイプ。朝子と話をするうちに惹かれていく。
- 小川：柳川慶子
- 部長：北村総一朗
- 三宅朝子〈34〉：余貴美子

「ともこ」と読む。謎めいたような存在で、耕平とは以前からの知り合いらしいが、康彦にも影響を与えることに。
- 岡田眞澄

## スタッフ
- 企画：山田良明
- 脚本：伴一彦
- プロデュース：亀山千広
- 演出：河村雄太郎、斎藤郁宏
- 音楽：渡辺博也
- 主題歌：Zard「Good-bye My Loneliness」（ポリドール・b.gram）
- 制作：フジテレビ

## 放送日程
| 各話   | 放送日  | サブタイトル                | 演出       |
| ------ | ------- | --------------------------- | ---------- |
| 第1話  | 1月10日 | 私の夫は世界一!?            | 河村雄太郎 |
| 第2話  | 1月17日 | 飾りじゃないのよ!女房は…    | 河村雄太郎 |
| 第3話  | 1月24日 | 妻に言えない事もある!?      | 斎藤郁宏   |
| 第4話  | 1月31日 | 私の夫にかぎって            | 斎藤郁宏   |
| 第5話  | 2月07日 | 妻の家出にはワケがある!?    | 河村雄太郎 |
| 第6話  | 2月14日 | あなたは娘に甘すぎる!!      | 斎藤郁宏   |
| 第7話  | 2月21日 | 女房は元気でいてほしい!     | 河村雄太郎 |
| 第8話  | 2月28日 | 親と同居は大問題            | 斎藤郁宏   |
| 第9話  | 3月07日 | 妻が離婚届を書いた!         | 斎藤郁宏   |
| 第10話 | 3月14日 | 夫婦のさよならは悲しすぎて… | 河村雄太郎 |
| 最終話 | 3月21日 | 君といつまでも…             | 河村雄太郎 |

## 備考
- 横浜市にある放送ライブラリーでは、第1回「私の夫は世界一!?」（1991年1月10日放送分）の閲覧が可能である[2]。

## 逸話
- 忍とみどりがテレビ番組『ものまね珍坊』を見ている場面で、素人時代の山口智充が登場している。